# Convento de São Francisco do Val de Deus

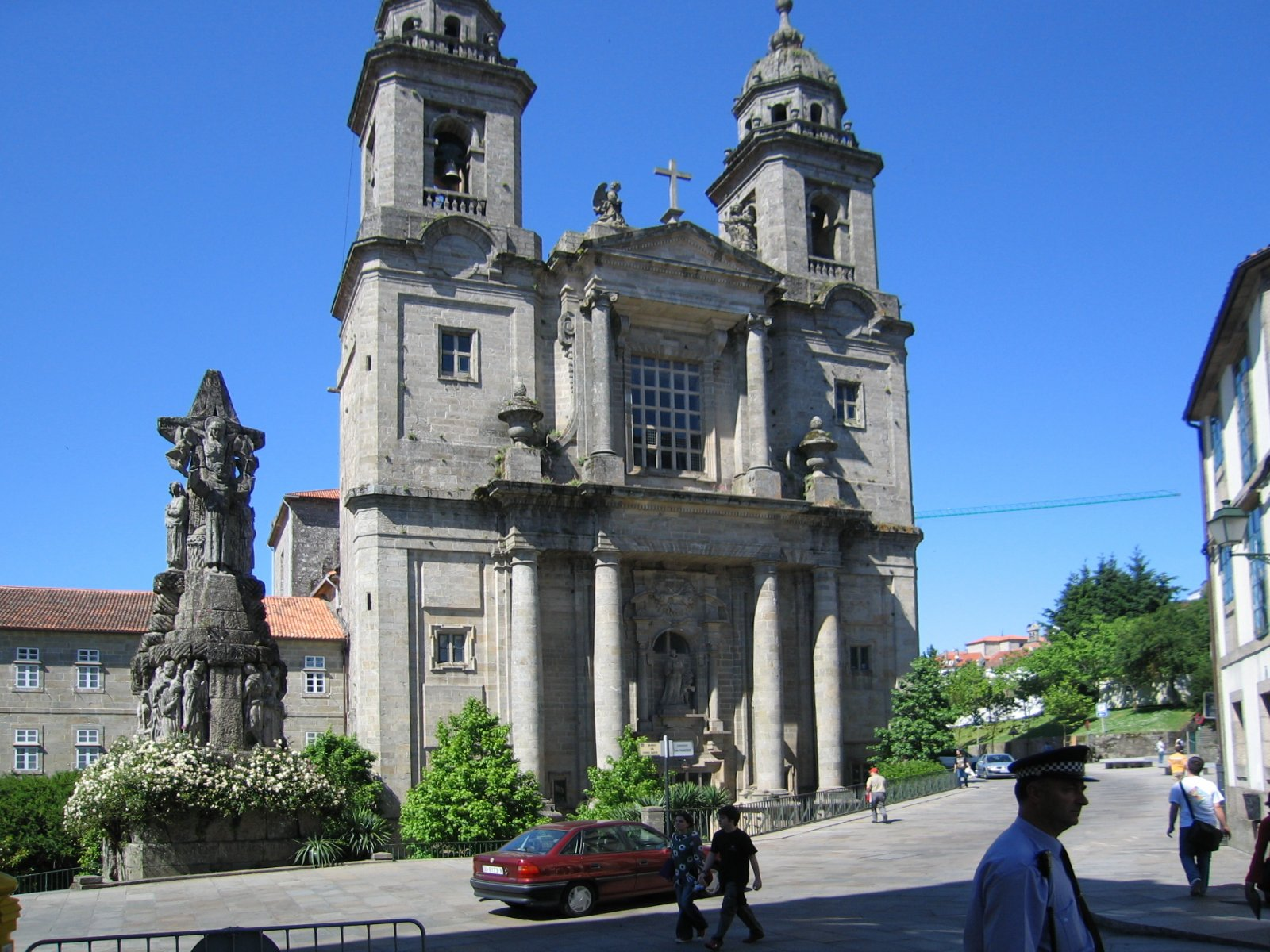
Fachada da igreja obra de Simón Rodríguez, com o monumento a São Francisco, obra do escultor Francisco Asorey.

San Francisco de Val de Deus é um mosteiro franciscano fundado nos primórdios do século XIII em Santiago de Compostela (Galiza); foi declarado Monumento histórico artístico.

## Situação
Situa-se  no lugar conhecido como "o Val de Deus" ("o vale de Deus"), no centro antigo da cidade de Santiago de Compostela, província da Corunha, Galiza.

## História

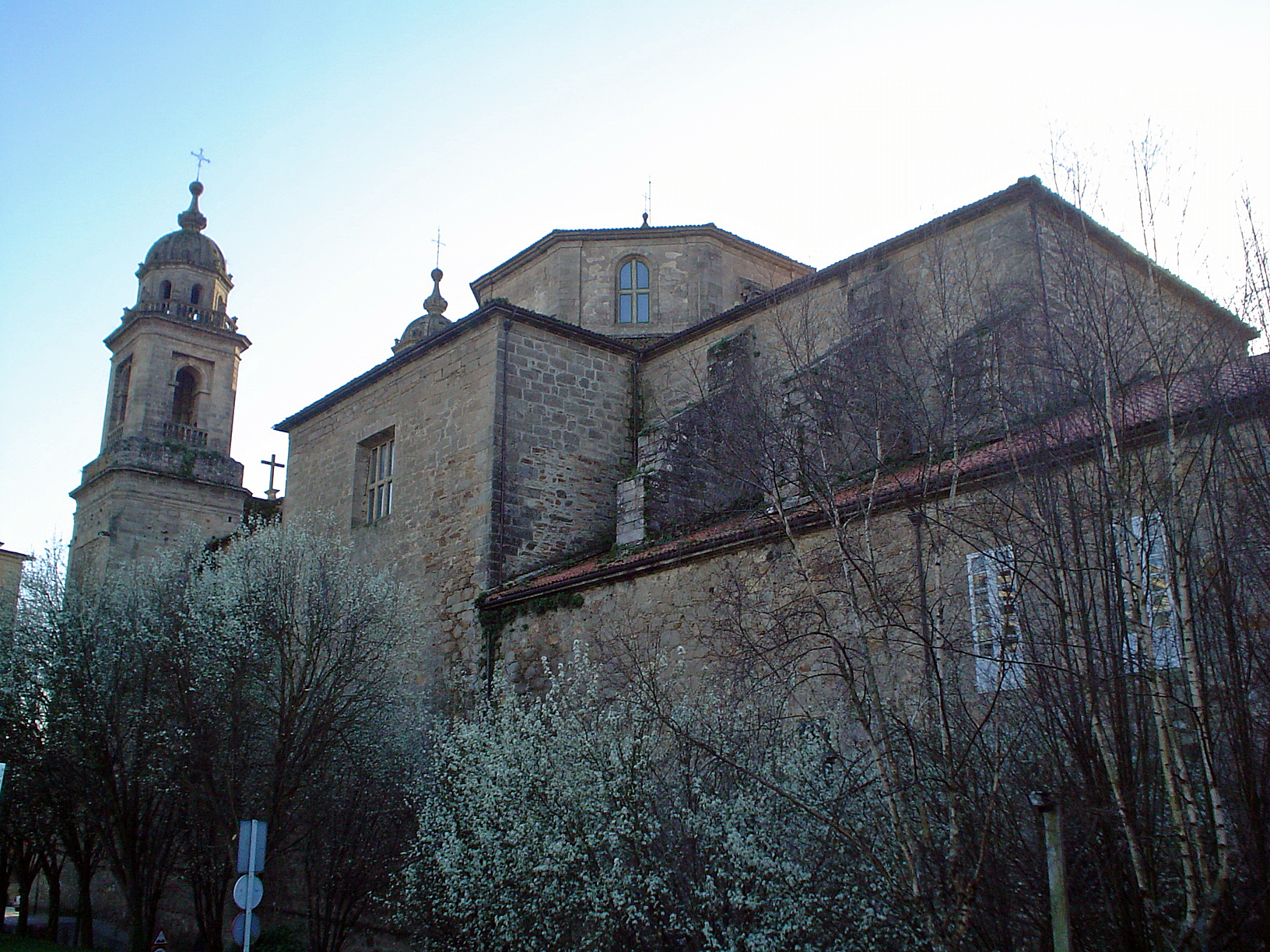
Vista geral do templo

Diz a lenda que São Francisco de Assis, em peregrinação a Compostela em 1214, hospedou-se com um carvoeiro chamado Cotolai na sua choupana do Monte Pedroso. Encomendou a este construir um mosteiro, mas quando lhe replicou que não tinha recursos, mostrou-lhe um tesouro perto da ermida de San Paio do Monte, que permitiria levar a cabo a obra. Val de Deus era um terreno propriedade do mosteiro beneditino de San Martiño Pinario, que o cedeu em troques de uma cesta de peixe anual, que se continuou entregando até fins do século XVIII.
O convento primitivo derrubou-se em princípios do século XVIII e dele apenas ficam cinco arcos apontados que se conservam no claustro principal e o sepulcro de Cotolai. Estes arcos estavam na Sala Capitular, na qual Carlos I celebrou cortes em 1520. A reconstrução, que implicava mudar a orientação da sua igreja, foi encetada em 1742; não foi sem problemas, pois os vizinhos (especialmente os monges de São Martinho) queixavam-se da magnitude da obra, que restava luz e ventilação e, além disso, ocuparia terras pertencentes aos de São Martinho. A disputa saldou-se rebaixando a altura da igreja franciscana.

## Descrição
A renovação da fábrica medieval começou com o arcebispo Maximiliano.

### A igreja

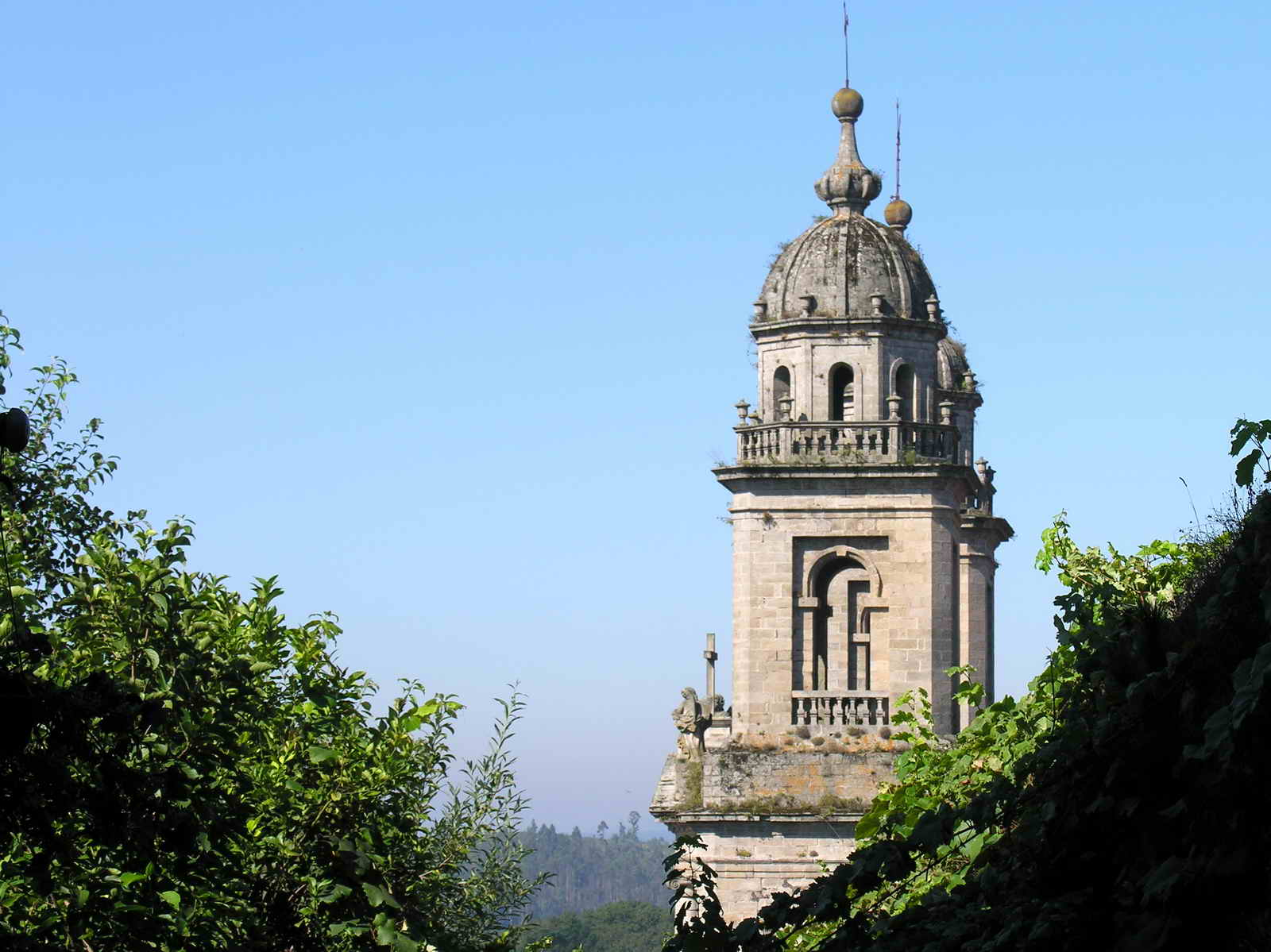
Torre da igreja

As obras do novo templo seguiram as traças dadas por Simón Rodríguez, apesar de que a lentidão das obras fez que a participação de outros mestres inclua algum câmbio substancial.
A planta da igreja corresponde o tipo "jesuítico", em forma de retângulo no qual se inscreve uma cruz latina.

#### A Fachada
A fachada da igreja, desenhada (em estilo barroco) no século XVIII por Simón Rodríguez, impõe-se no contorno pelo seu tamanho. Foi executada por Frei Manuel Caeiro, não estando terminada ainda  em 1770, fato que faz que responda a dois conceitos diferenciáveis na decoração: reduzida na parte inferior da mesma, cambiando drasticamente por cima da altura do entabuamento que muda adaptando-se aos princípios neoclássicos. Portanto, a parte inferior é barroca e a superior neoclássica.
Consta de três corpos e três ruas. Na central destacam-se quatro colunas dóricas que ladeiam uma imagem de São Francisco (obra de José Antonio Mauro Ferreiro Suárez). O segundo corpo está dominado por um enorme vitral flanqueado por colunas jônicas, sobre as que se apoia um frontão triangular. As ruas laterais suportam os dois campanários.

#### O Adro
O adro encontra-se vários metros por debaixo do nível da rua num extremo, e diante dele, ao rés desta, ergue-se um monumento a São Francisco realizado por Francisco Asorey em 1926.

#### Interior do templo

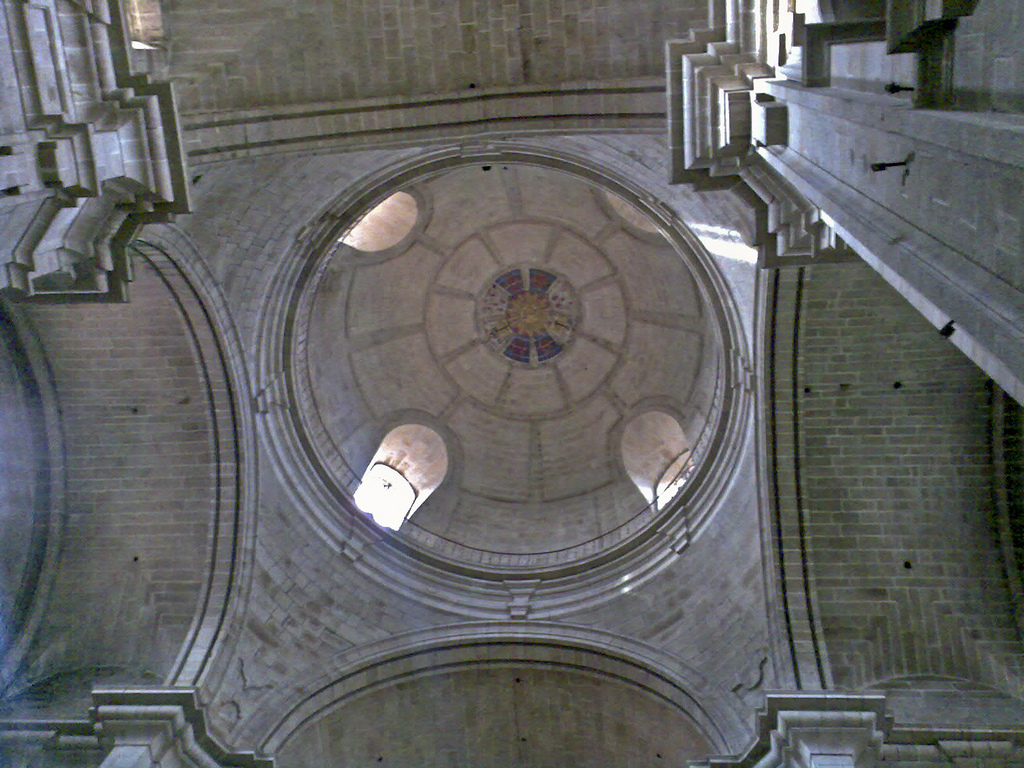
Cúpula do cruzeiro da igreja

O interior do templo é também sóbrio, se bem que monumental. A planta é de cruz latina com três naves. A central, de cinco trechos, e o cruzeiro coberto por uma abóbada de canhão com cúpula de média laranja nas penachos, modificações de Frei Manuel Caeiro. Na decoração do interior do templo aprecia-se a marca de Simón Rodríguez que decoração de placas e cilindros.
Aos lados das naves e aos do presbitério situam-se capelas intercomunicadas sobre as quais discorre uma tribuna. A sacristia atrás da capela-mor tem a mesma largura que o templo.
Domingo de Andrade realizou  a austera Capela da Ordem Terceira, estruturada numa planta retangular simples coberta com abóbada de canhão e uma capela-mor de planta quadrada coberta com uma cúpula. O retábulo maior foi realizado por Miguel de Romay  em 1714.

#### Imagineria
Às naves laterais abrem-se quinze retábulos, a maioria realizados por Frei José Rodríguez, o mesmo que o retábulo central. Este último consta de três corpos. No inferior, São Domingos de Guzmán, fundador da Ordem dos Pregadores, e São Boaventura, primeiro cardeal da Ordem Franciscana, acompanham uma imagem da Virgem. No segundo, uma talha de São Francisco, obra de Ferreiro Suárez tem a seu junto um escudo da Ordem de São Francisco e outro com a Cruz da Terra Santa e as Cinco Chagas do santo. No corpo superior há outra talha de Santa Clara e no centro um livro aberto.

### Os claustros

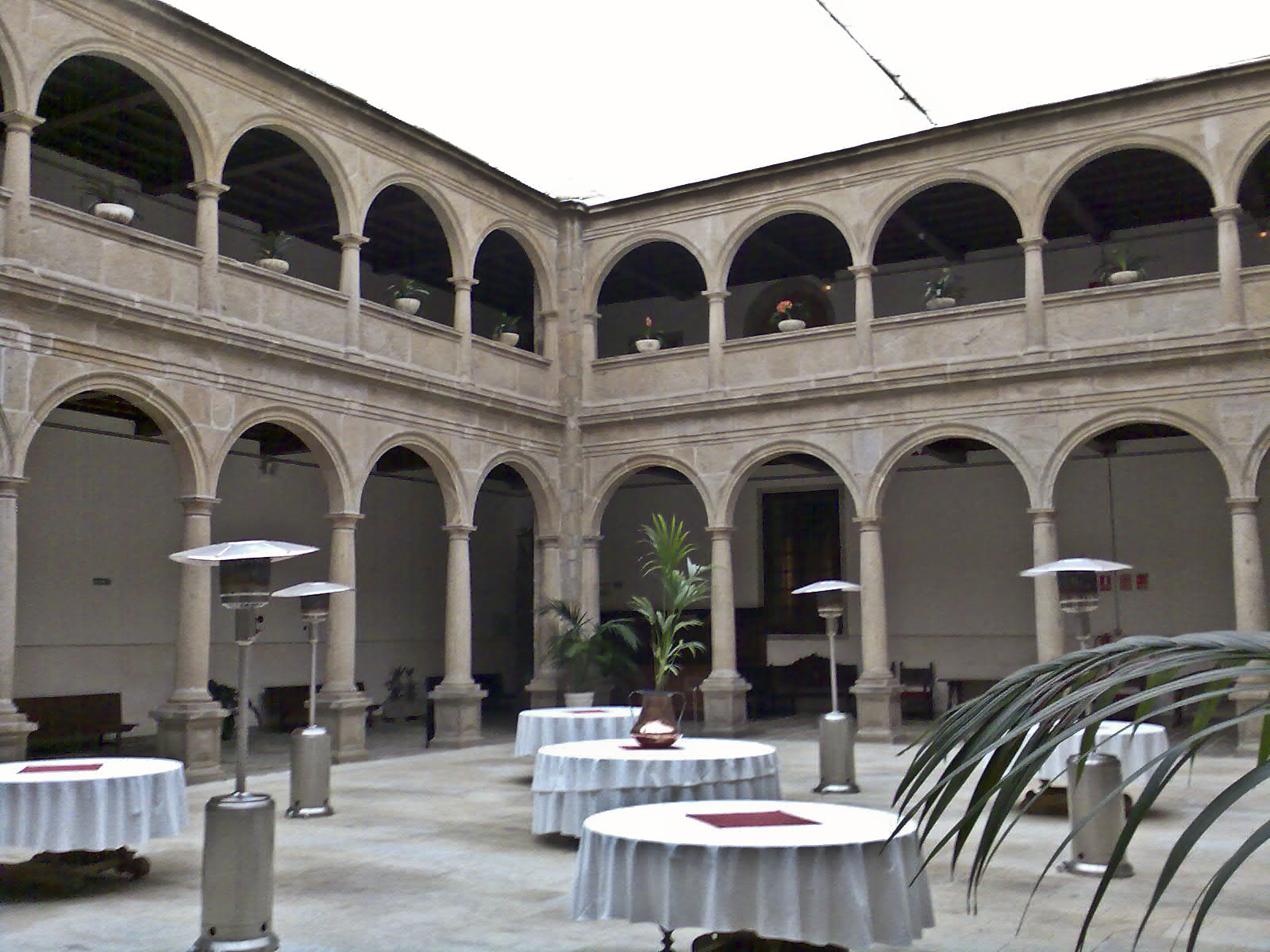
Claustro principal

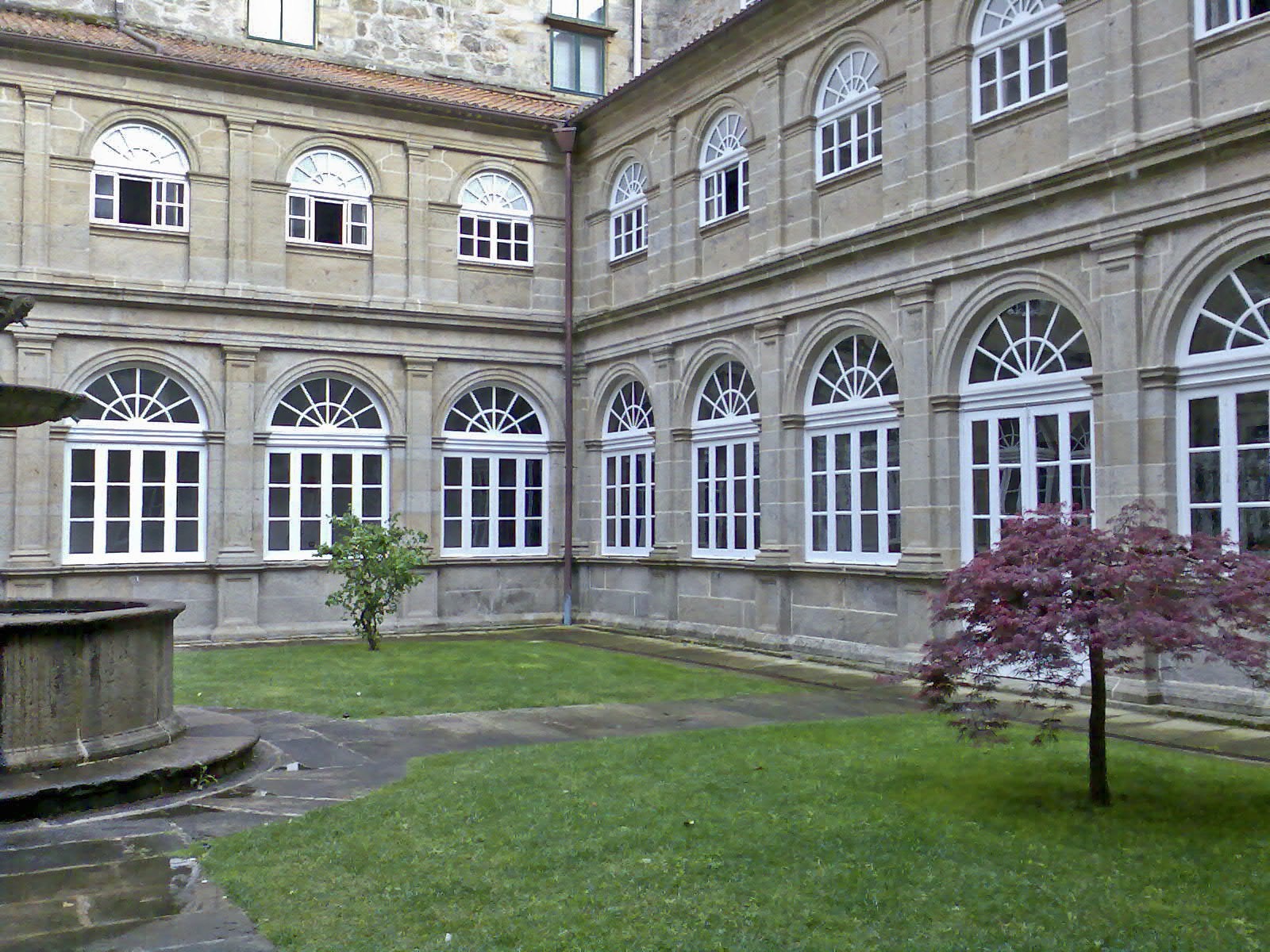
Claustro

As tarefas de reedificação começaram com as obras do claustro principal, que se realizaram com grande rapidez.
O claustro principal do mosteiro é obra  de Ginés Martínez finalizando antes de 1607. O estilo no qual se enquadra é estritamente classicista. Consta de dois andares, que se abre para o interior mediante pilastras toscanas que sustêm arcos de volta perfeita o inferior e mediante pilastras mais estreitas e janelas com arcos de volta perfeita o superior. Este arquiteto também se relaciona com o arco de Santo Antônio situado na testeira Oeste do refeitório.
Seguindo o estilo classicista, Juan González Araujo realizou a escada entre os dois claustros por volta de 1634.
Tanto a escada como o segundo claustro foram executadas seguindo as traças realizadas por Bartolomé Fernández Lechuga

### Outras estâncias
Nos primeiros anos do século XVIII com a colaboração econômica do arcebispo Monroy principiam-se as obras do Noviciado (1703), a enfermaria (1705 a 1724).
Simón Rodríguez iniciou a realização de um novo refeitório (1725 a 1733) e a nova cozinha (1740)

## Situação atual
O convento foi declarado Monumento Histórico-Artístico em 1986. Na atualidade vivem nele cerca de 20 franciscanos. Parte é uma hospedaria (70 quartos) e restaurante; um dos claustros pode ser usado para banquetes. Outra parte alberga o Museu da Terra Santa (com diversos fundos: arqueologia, belas artes (pintura, escultura), artes aplicadas (cerâmica, têxtil), numismática, ciência e técnica, maquetes arquitetônicas) e outra mais oferece atividades sociais diversas.
Atualmente, parte dele alberga um hotel de quatro estrelas.